# Anders Hagert
Anders Hagert, född 29 oktober 1768 i Norrköpings S:t Johannes församling, Östergötlands län, död 27 mars 1839 i Linderås församling, Jönköpings län, var en svensk präst. 

## Biografi
Anders Hagert föddes 1768 på Hagby i Norrköpings S:t Johannes församling. Han var son till en smed. Hagert blev 1789 student vid Uppsala universitet och prästvigdes 1794. Han blev pastorsadjunkt i Norrköpings S:t Johannes församling och 1795 brukspredikant vid Gusums bruk. År 1807 blev han komminister i Skedevi församling och 1810 komminister i Risinge församling. Hagert blev 1818 kyrkoherde i Linderås församling och utnämndes 1822 till prost. År 1827 blev han kontraktsprost i Norra Vedbo kontrakt. Hagert avled 1839 i Linderås församling.

### Familj
Hagert gifte sig andra gången 1816 med Anna Christina Kinmanson. Hon var dotter till kyrkoherden Leonhard Kinman och Gertrud Helena Berzelius i Röks församling.